# Шаманская впадина
Шама́нская впа́дина — впадина в южной части Забайкальского края России.

## Расположение
Шаманская впадина обрамляет с севера, запада и востока начало Аргунского хребта. Начинаясь на западе, немного восточнее разъезда Билютуй, впадина протягивается на восток, до соединения с Аргунской впадиной. Протяжённость впадины достигает 90 км при максимальной ширине 45 км. Также Шаманская впадина соединяется с Алкучанской (на севере), Мациевской (на юго-западе) и Абагайтуйской (на юго-западе и юго-востоке), которые со всех сторон окаймляют юго-восточное начало Аргунского хребта.

## Геология
Шаманская впадина сложена осадочными (с залежами бурого и каменного углей, проявлениями цеолитов и фосфоритов), гранитоидные и базальтоидные формации верхнеюрско-нижнемелового возраста, перекрытые сверху кайнозойскими континентальными отложениями, имеющими незначительную мощность. Заложение впадины относится к мезозою, дальнейшее формирование шло в неоген-четвертичное время.

## Рельеф
Поверхность Шаманской впадины представляет собой сочетание трёх основных форм рельефа:
1. замкнутые или полузамкнутые котловины, часто с остаточными бессточными солёными озёрами (600—780 м);
2. линейно или дугообразно вытянутые пади, выработанные древними или современными водотоками;
3. возвышенности, гряды и низкогорья (740—850 м).

Преобладающие типы ландшафта — степи и солончаки.